# Київські узвози

## Перелік
| Назва          | ~ довжина (км) | Колишні назви                                                 | Район(и)                                                | Місцевість  |
| -------------- | -------------- | ------------------------------------------------------------- | ------------------------------------------------------- | ----------- |
| Андріївський   | 0,7            | вулиця Г. В. Лівера (у 1920—1944 рр.)                         | Подільський                                             | Поділ       |
| Богуславський  | 0,53           |                                                               | Подільський                                             |             |
| Боричів        | 0,22           |                                                               | Подільський                                             | Поділ       |
| Вознесенський  | 0,91           | вулиця Смирнова-Ласточкіна                                    | Шевченківський                                          |             |
| Володимирський | 0,84           | Мостова; Олександрівська; Революції                           | межа Шевченківського і Печерського районів; Подільський |             |
| Врубелівський  | 1,1            | провулок Реп'яхів Яр                                          | Шевченківський                                          | Реп'яхів яр |
| Дніпровський   | 1,21           | Панкратьєвський узвіз; Миколаївський узвіз; узвіз Євгенії Бош | Печерський                                              |             |
| Кловський      | 1,2            |                                                               | Печерський                                              | Печерськ    |
| Крутий         | 0,2            | узвіз Пащенка                                                 | Печерський                                              | Бессарабка  |
| Кудрявський    | 0,74           | узвіз Хользунова                                              | Шевченківський                                          | Кудрявець   |
| Печерський     | 0,7            | провулок Понтонний; Понтоннотелеграфний                       | Печерський                                              | Печерськ    |
| Подільський    | 1,17           |                                                               | Шевченківський                                          | Реп'яхів яр |
| Реп'яхів Яр    | 0,68           | вулиця Герцена (част.); узвіз Герцена                         | Шевченківський                                          | Реп'яхів яр |
| Смородинський  | 0,75           |                                                               | Шевченківський                                          | Реп'яхів яр |
| Фрометівський  | 0,35           |                                                               | Голосіївський                                           | Забайків'я  |

## Зниклі узвози
- Діновський узвіз (стара назва частини сучасного Смородинського узвозу) ліквідовано у 1950-і роки під час прокладання Подільського узвозу;
- Кмитів узвіз ліквідовано наприкінці 1970-х — на початку 1980-х років;
- Хрещатинський (Дмитрівський) узвіз (пролягав неподалік теперішнього Володимирського узвозу, приблизно в районі сходів до пам'ятника Магдебурзькому праву) ліквідовано у 1-й половині XIX століття при переплануванні місцини.